# احمد احمدوف
احمد احمدوف (انگلیسی: Ahmed Ahmedov؛ زادهٔ ۴ مارس ۱۹۹۵) بازیکن فوتبال اهل بلغارستان است.